# 29898 Richardnugent
29898 Richardnugent este o planetă minoră (asteroid), cu un diametru de 9,549 km, din centura de asteroizi. A fost descoperită pe 19 aprilie 1999 la Observatorul Reedy Creek de John Broughton⁠(d). 
Obiectul prezintă o orbită caracterizată de o semiaxă mare de 3,2251015 UAi, o excentricitate de 0,02, o înclinație de 8,12906 ° în raport cu ecliptica.